# 엘리자베트 폰 헤센다름슈타트 공녀

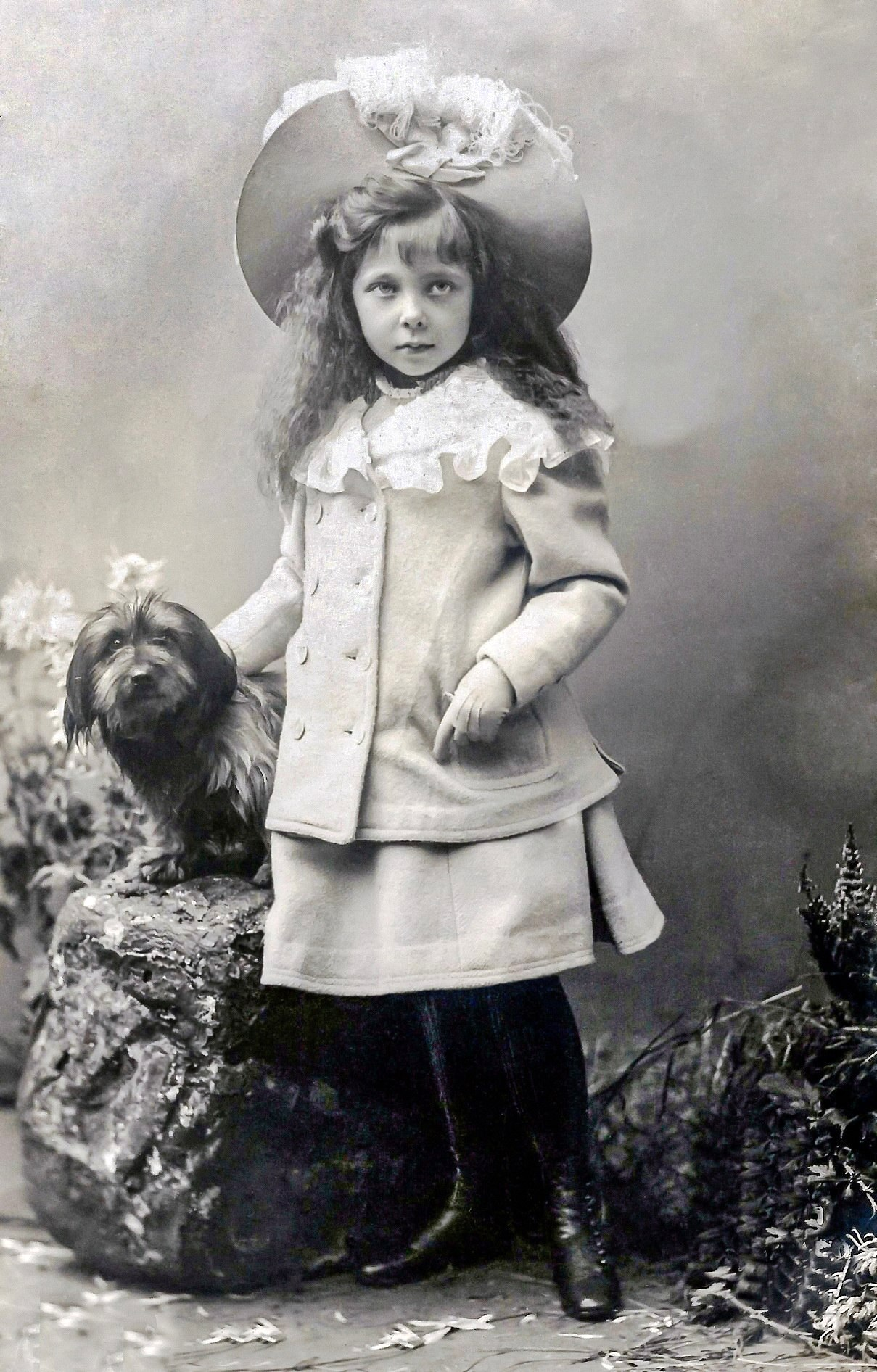
엘리자베트 폰 헤센다름슈타트 공녀

헤센다름슈타트 공녀 엘리자베트(Princess Elisabeth of Hesse and by Rhine, 1895년 3월 11일 ~ 1903년 11월 16일)는 독일 헤센과 라인의 공녀로 에른스트 루트비히 폰 헤센 대공과 빅토리아 멜리타 폰 작센코부르크고타 공녀의 외동딸이었다. 그녀는 그녀의 친증조할머니인 엘리자베트 폰 프로이센 왕녀의 이름을 따서 명명되었다. 그녀의 친이모도 같은 이름을 가지고 있었으며, 어린 공녀와 이모 모두 엘라라는 별명을 가지고 있었다.
엘리자베스의 조기 사망은 삼촌인 니콜라이 2세 황제의 독극물 때문이라는 소문이 돌았지만, 궁정 의사는 엘리자베트가 오염된 개울에서 물을 마셨기 때문에 발생한 치명적인 장티푸스로 사망했다고 말했다.